# Unidad 101
La Unidad 101 era una unidad de operaciones especiales de las Fuerzas de Defensa de Israel (FDI). La unidad fue creada y comandada por Ariel Sharón, quien actuaba siguiendo las órdenes del ex-Primer ministro de Israel, David Ben-Gurión, en agosto de 1953. Su creación respondía a la necesidad de poner fin a una serie de ataques de los combatientes fedayines palestinos contra la población israelí, que las FDI habían intentado frenar con poco éxito. La Unidad 101 se fusionó con la 35.ª Brigada Paracaidista en 1954, y posteriormente se disolvió.

## Operaciones de castigo y represalia

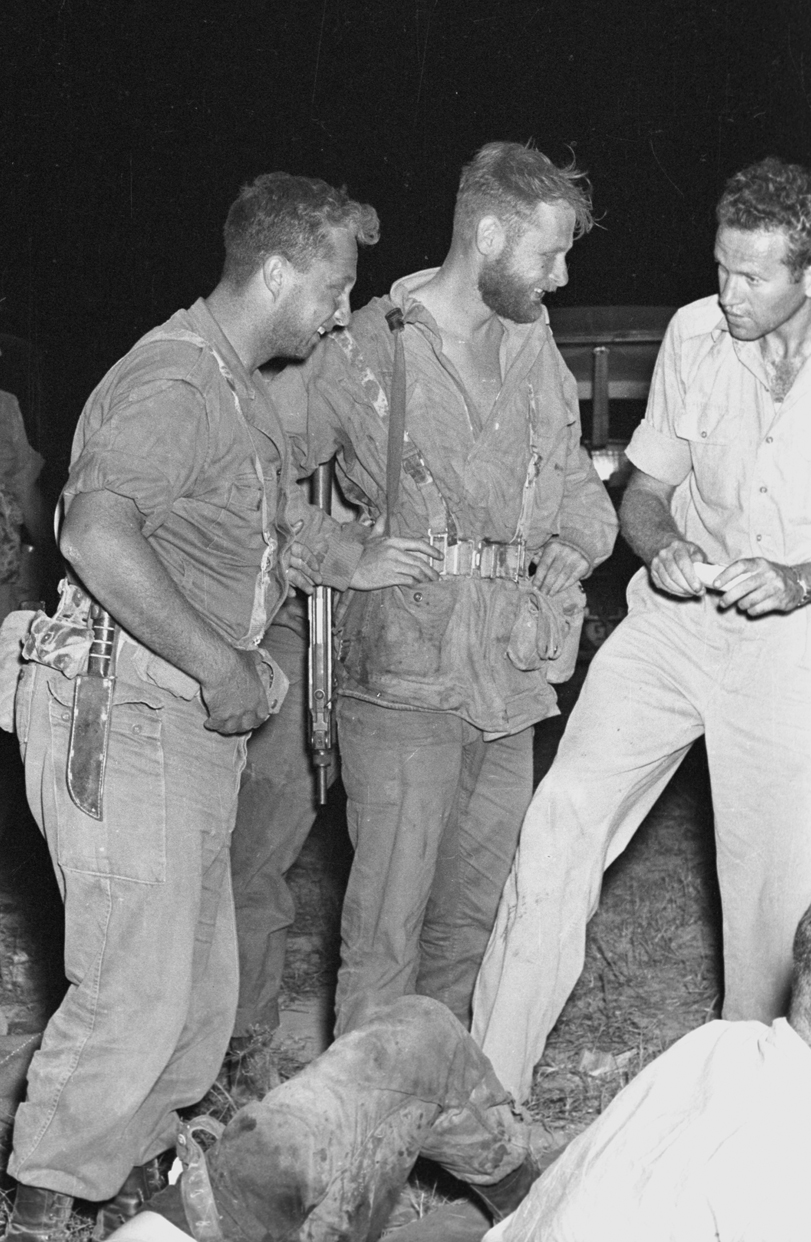
Ariel Sharon (izquierda) y Aharon Davidi (centro) sonríen en la foto tras llevar a cabo una operación de castigo y represalia.

La unidad estaba armada principalmente con cuchillos de combate y armas de fuego, y tenía la tarea de llevar a cabo operaciones de represalia y castigo colectivo en pueblos y ciudades árabes, maniobrando con unidades pequeñas y utilizando tácticas de ataque e infiltración.

## Trasfondo y organización
Tras la guerra de 1948, Israel tuvo que hacer frente a varios asaltos de militantes árabes en sus fronteras. Inicialmente, se trataba de pequeños ataques organizados por los refugiados palestinos, personas que fueron expulsadas de manera injusta y forzada de sus hogares durante la Nakba, pero pronto este tipo de ataque fue adoptado por las fuerzas militares de los países árabes colindantes, que crearon una serie de brigadas de fuerzas combatientes irregulares para organizar operaciones de infiltración a una mayor escala a partir de 1954. Según los informes de Israel, entre los años 1949 y 1956, hubo cerca de 9000 ataques en los que murieron cientos de civiles israelíes.

## Masacre de Qibya
En la noche del 14 al 15 de octubre de 1953, la unidad 101 llevó a cabo la masacre de Qibya, en la localidad cisjordana de Qibya. Este ataque, que supuso la muerte de 69 civiles (dos tercios de los cuales eran mujeres y niños) y la voladura de 45 viviendas de la aldea, recibió una condena unánime de la comunidad internacional, recogida en la aprobación de la resolución 101 del Consejo de Seguridad de las Naciones Unidas.